# Primeiro-ministro da Grécia
O primeiro-ministro da Grécia (em grego: Πρωθυπουργός της Ελλάδος; transl. Prothipurgós tis Elládos), oficialmente primeiro-ministro da República Helênica (grego: Πρωθυπουργός της Ελληνικής Δημοκρατίας; trans. Prothipurgós tis Ellinikís Dimokratías), é o chefe de governo da República Helênica e líder do gabinete grego.

## Eleição e indicação ao cargo
O primeiro-ministro grego é indicado oficialmente ao cargo pelo presidente da Grécia. De acordo com a constituição grega, o presidente indica o líder do partido político com a maioria dos votos no Parlamento como primeiro-ministro. Se nenhum partido tiver a maioria, pede-se ao líder do maior partido que tente formar um governo. Assim, a eleição para o Parlamento dos membros de certo partido é o equivalente a um voto para o líder daquele partido como primeiro-ministro.

## História do cargo

### Durante a Revolução (1821-1832)
Durante a Guerra de Independência Grega, diversas regiões da Grécia que estavam livres do controle otomano começaram a estabelecer sistemas democráticos de autonomia, como o Senato Peloponeso. Enquanto isso, diversas assembleias nacionais abrangentes, como a Primeira Assembleia Nacional em Epidauro, encontravam-se de tempos em tempos para sistematizar uma coordenação geral. A Primeira Assembleia elegeu um conselho executivo de cinco membros, chefiado por Alexandros Mavrokordatos. O Executivo continuou a governar a Grécia até 1828, quando foi formado o primeiro governo verdadeiramente nacional, sob a direção de Ioannis Kapodistrias - que, como "Governador da Grécia", foi chefe de Estado e de governo. Kapodistrias eventualmente foi assassinado, em 1831, e seu governo, presidido por seu irmão Augustinos, entrou em colapso no ano seguinte e foi substituído por uma série de conselhos governamentais coletivos, que duraram até 1833 - quando a Grécia se tornou uma monarquia.

### Sob a monarquia absolutista de Oto (1832-1843)
Em 1832 encerrou-se recém-nascido experimento da Grécia com a democracia, e uma monarquia foi estabelecida, com o príncipe bávaro Oto, ainda menor de idade, como rei. Inicialmente o governo era liderado por um conselho de regência, formado por bávaros. O presidente deste conselho, o conde Josef Ludwig von Armansperg, era o chefe de governo de facto, durante o reinado de Oto - que posteriormente despediu seus conselheiros bávaros e assumiu o poder como um monarca absolutista, assumindo os postos de chefe de Estado e de governo.

### Monarquia constitucional (1843-1910)
O reinado de Oto como um monarca absolutista terminou quando eclodiram revoltas por todo o país, em setembro de 1843, protestando pela constituição que havia sido prometida com o estabelecimento da monarquia. Oto foi obrigado a aprovar a constituição grega de 1844, e Andreas Metaxas assumiu o poder. Metaxas leva o crédito por ter sido o primeiro grego a servir formalmente com o título de "primeiro-ministro".
Uma vez que o cargo já estava estabelecido, a responsabilidade de autogoverno caiu novamente nas mãos dos gregos. Dois fatores, no entanto, mantiveram um poder considerável com a coroa: a estrutura partidária grega era fraca, e baseada em clientelismo, e o monarca podia escolher qualquer membro do parlamento para formar um governo.
Em 1862 Oto foi deposto, e o povo grego escolheu um novo monarca, rei Jorge I. Pelos próximos 15 anos as estruturas partidárias começaram a evoluir e assumir a forma de partidos ideológicos modernos, como o Partido Nacionalista, liderado por Alexandros Koumoundouros, de direita, e o Novo Partido, mais de esquerda, liderado por Charilaos Trikoupis. Trikoupis foi bem-sucedido, após suas vitórias nas eleições de 1874, ao forçar o rei a aceitar o "princípio dedilomeni" (em grego: αρχή της δεδηλωμένης), que implicava que o líder da maioria parlamentar deveria ser escolhido como primeiro-ministro pelo rei. Os nacionalistas, posteriormente liderados por Theodoros Deligiannis, que teria dito a célebre frase de que "estava contra tudo o que Trikoupis apoiava."  Este sistema bipartidário existiu até 1910, sobrevivendo até mesmo ao domínio de Theotokis sobre o Novo Partido, após a morte de Trikoupis em 1895, e o assassinato de Deligiannis, em 1905, que levou a um racha dos partidos em lados conservadores e nacionalistas.

### Tumultos, revoltas e guerra (1910-1946)
Em 1910 oficiais militares deram início à queda do governo civil, ao proclamar o pronunciamento Goudi. Este evento provocou a chegada à Grécia do político cretense Eleftherios Venizelos, cujos seguidores se reuniram no Partido Liberal - que, apesar do status dominante de Venizelos no partido, constituiu o primeiro partido verdadeiramente moderno, no sentido em que foi formado em torno de uma agenda política liberal, progressiva e pró-republicana. Eventualmente o partido recebeu a oposição do Partido do Povo, mais conservador e pró-monarquista, liderado inicialmente por Dimitrios Gounaris. O antagonismo entre os dois partidos, e entre os partidários da monarquia e do republicanismo, dominou o cenário político do país até a Segunda Guerra Mundial.